# Stanisław Julian Ignacy Ostroróg

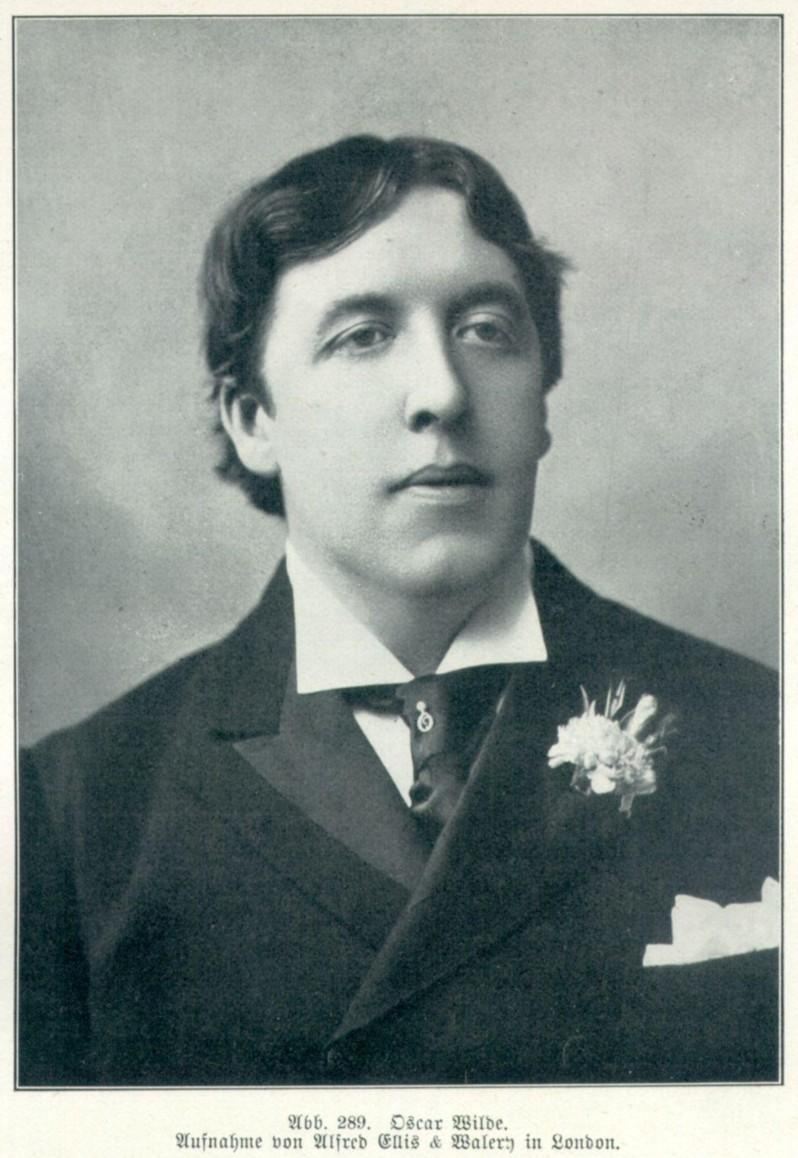
Porträtt av Oscar Wilde 1892.

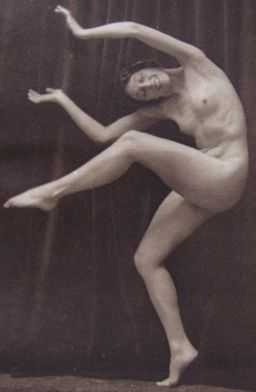
Dansande kvinna, 1923.

Stanisław Julian Ignacy Ostroróg (också känd som “Walery”, “Stanislas Waléry”, “Lucien Waléry”, eller “Laryew”), född 12 september 1863 i London, död 24 februari 1929 i Paris, var en polsk fotograf i London och Paris mellan 1890 och 1929. Efter att ha övertagit sin fars namn och fotoateljé i London, och fortsatt dess verksamhet fram till sekelskiftet med porträttfotografi, flyttade han till Paris. Där kom han att bli berömd nytänkare inom fotografin.

## Biografi
Han var äldste son till greve Stanisław Julian Ostroróg och Teodozja Waleria, född Gwozdecka. Fadern var polsk-rysk officer, men flydde till London, där familjen fick medborgarskap 1862. Familjen flyttade till Marseille, där fadern startade en fotoateljé. År 1866 flyttade de tillbaka till Warszawa, och året därefter till Paris. Där blev fadern en framgångsrik fotograf fram till 1878, då han fick ekonomiska problem. 1880 flyttade de tillbaka till London, där fadern öppnade en fotoateljé på Regent Street och kom senare att arbeta tillsammans med sonen Stanisław junior.
Stanisław skickades tidigt till Polen för att lära sig polska. År 1871 var han på skola i Paris. Vid omkring 18 års ålder följde han familjetraditionen och tog värvning i armén Royal Artillery vid Woolwich, men detta blev kortvarigt eftersom han var mer intresserad av fotografering. Han studerade därför fotografi och porträttkonst i Paris under två år och återvände till London och fortsatte ett framgångsrikt arbete i faderns ateljé. 
Därefter reste han, först till Mexiko, där han arbetade vid ett järnvägsbygge, därefter några år i Afrika där han reste runt med kamera. Han återvände hem till London vid faderns död, då han också tog över familjens fotoateljé.
Ateljén i London hade namnet Walery Ltd efter hans mor. Han började samarbeta med teaterfotografen Alfred Ellis (1854-1930) och de använde varumärket Ellis & Walery. Mellan 1890 och 1894 arbetade han för att utveckla tekniken kring fotogravyr, något han inte lyckades med förrän långt senare i Paris. Han arbetade mest med porträtt av societetspersoner och även kungligheter, i hans fars efterföljd. 
I National Portrait Gallery i London finns 197 porträtt av fadern och sonen Walery, bland annat ett porträtt av kung George V, medan Ellis har 180 porträtt, mest skådespelare. De tycks ha haft sina verksamheter skilda, men delat studio och teknisk utrustning.
Omkring år 1900 öppnade Stanisław Ostroróg en egen ateljé i Paris. Han valde faderns tidigare lokaler på rue de Londres, där han inriktade sig på teater- och cabaretartister, såsom Mata Hari, och producerade fotografier i kabinettsformat. Efterhand som den franska verksamheten ökade lämnade han verksamheten i London. Från 1920-talet inriktade han sig på fotografi som konst och experimenterade med modellfotografi, där han undvek bakgrund och annan rekvisita. Under denna period använde han pseudonymen "Laryew" och under det namnet skapade han en bok med 100 fotogravyrer med titeln Nus - Cent Photographies Originales.
Han uppnådde störst uppmärksamhet med sin serie fotografier av Josephine Baker, publicerade 1926. Han tog också fram fotografier för undervisning i anatomi. 
Hans varumärke eller artistnamn "Walery" har skapat visst problem av flera skäl 1) Det fanns en annan känd polsk fotograf, Walery Mroczkowski, som arbetade under pseudonymen "Walery Ostroga" i Menton och Trouville-sur-Mer. 2) Ostroróg junior använde själv flera olika pseudonymer, bland annat "Lucien Waléry", "Stanislas Walery", "Laryew" or "Yrelaw" när han arbetade med erotica i Paris 1900-1929. 3) Det finns oklarheter i det franska nationalbiblioteket kring hur proträtt under namnet "Walery" har registrerats. Pseudonymerna har skapat stor oklarhet.
Pseudonymerna "Lucien" och "Waléry" har dessutom associerats med "Charles Auguste Varsavaux" (1866-1935), en annan fransk fotograf, som tog över Walery:s lokaler på  rue de Londres då Ostroróg dog år 1929. Och det har spekulerats om att Warsavaux var en ny preudonym, och att Ostroróg junior levde fram till 1935. 
Ostroróg junior var gift med Joyce Audrey Rede Fowke (1877-1930), dotterdotter till Sir Henry Cole, och de hade fyra barn.

## Galleri

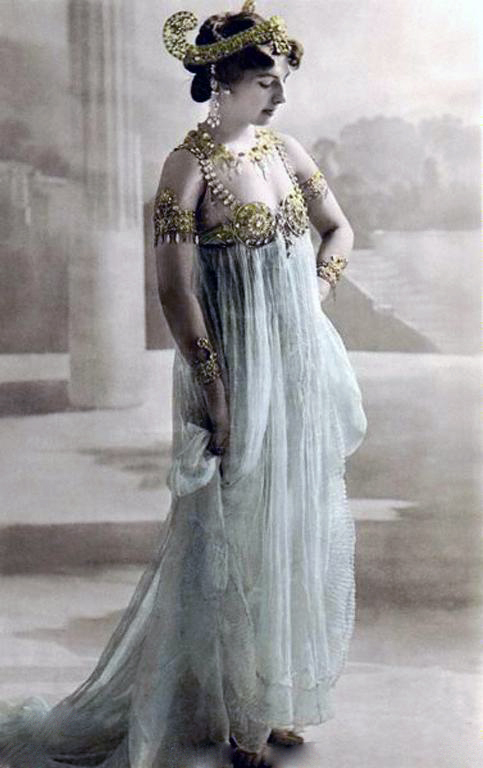
Mata Hari
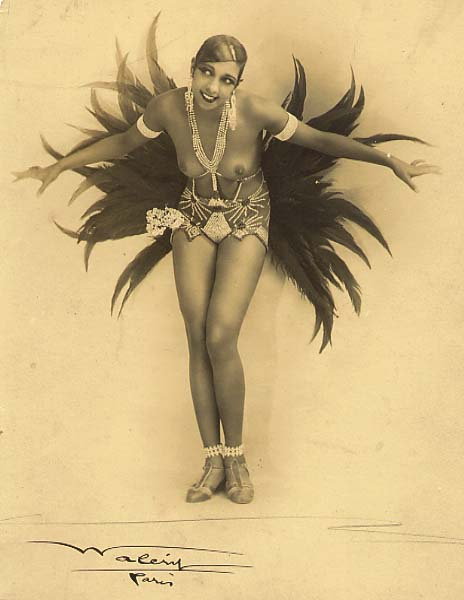
Josephine Baker
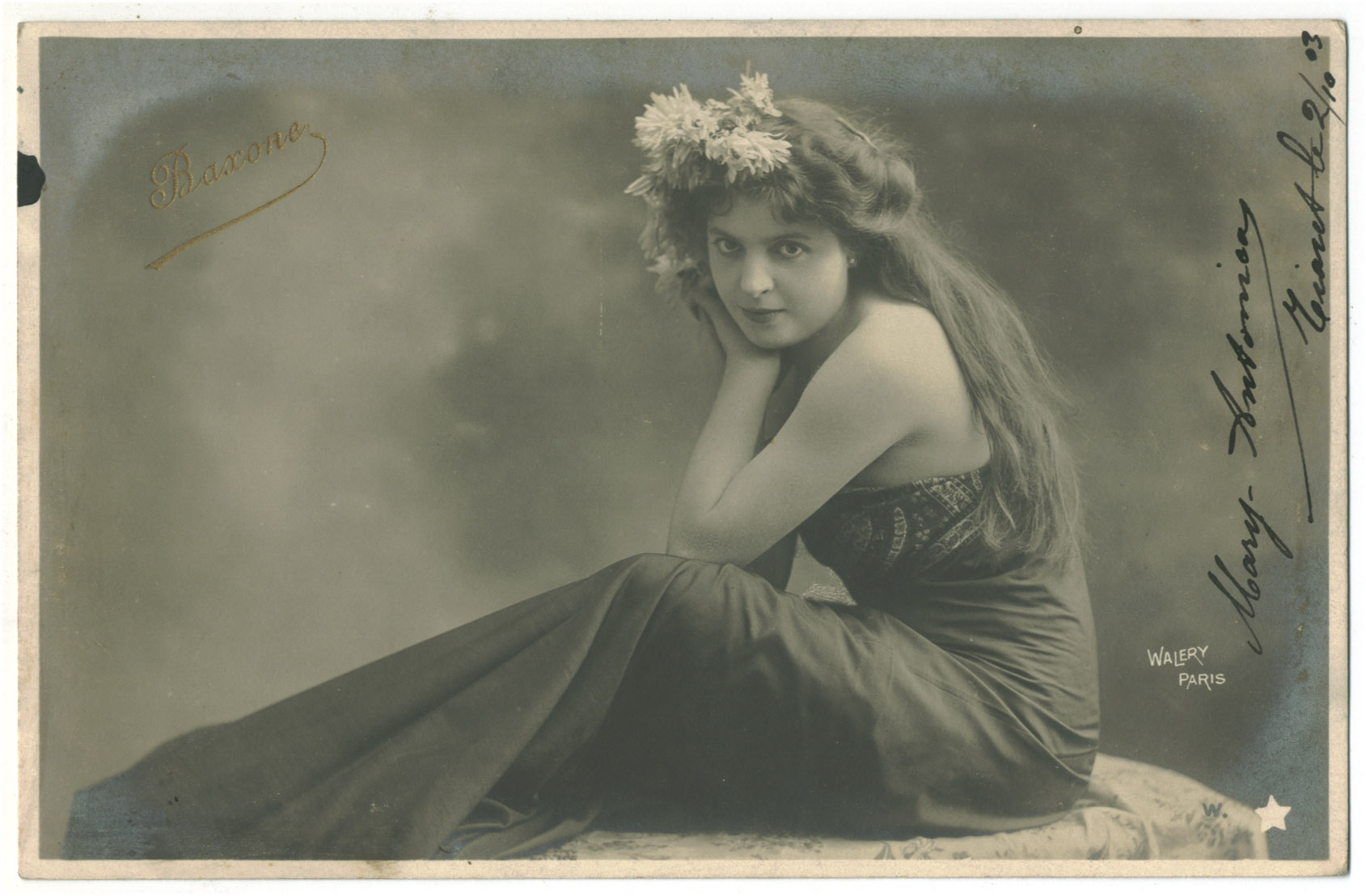
BAXONE, Ellen W Étoile
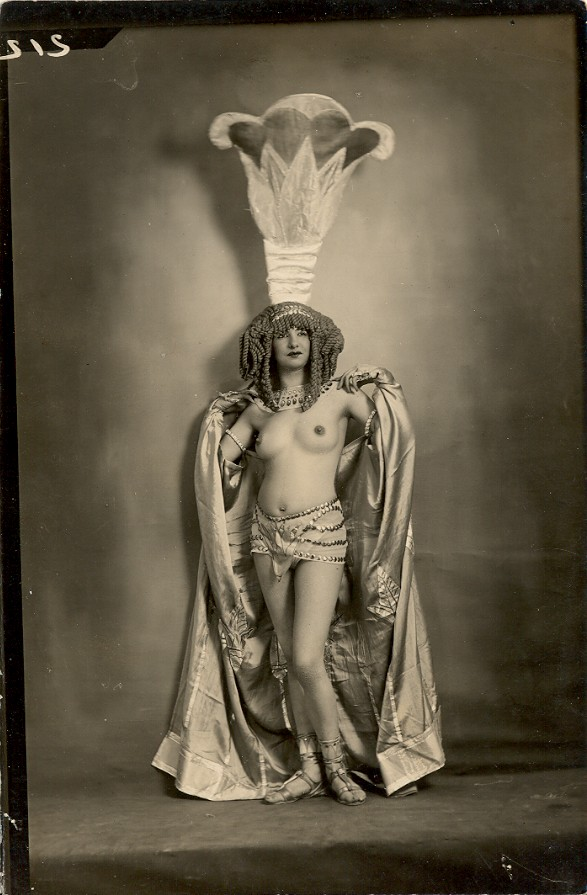
Woman with headdress, cirka 1928
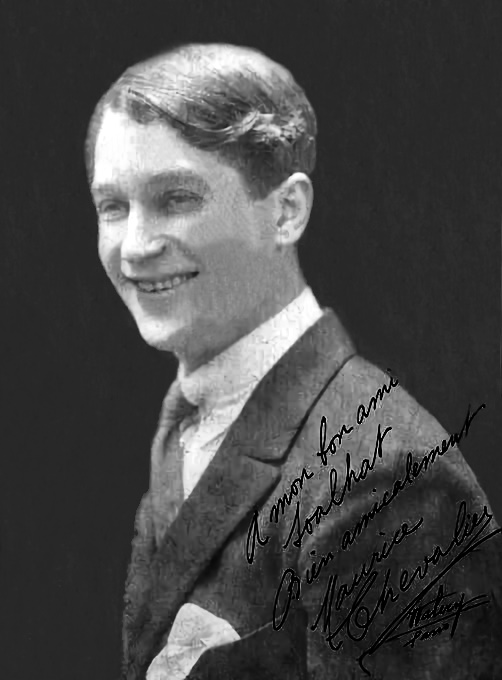
Maurice Chevalier 1920s
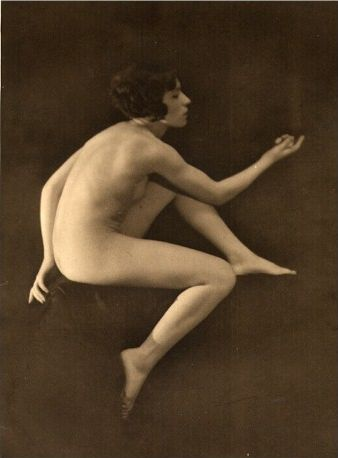
A woman from the Folies Bergère, 1920